# Apatura likiangensis
Apatura likiangensis är en fjärilsart som beskrevs av Clayton Dissinger Mell 1952. Apatura likiangensis ingår i släktet Apatura och familjen praktfjärilar. Inga underarter finns listade i Catalogue of Life.